# 嘎弄错
嘎弄错，位于中国西藏自治区那曲市安多县境内，地处安多县南部，西北临错那湖。湖面海拔4580米，面积15.6平方公里。湖滨河流纵横，水草丰美。属于怒江源头流域内的一个淡水湖。